# Steinbach-Hallenberg
Steinbach-Hallenberg là một đô thị thuộc huyện Schmalkalden-Meiningen, trong Thüringen, nước Đức. Đô thị này có diện tích 22,63 km², dân số thời điểm 31 tháng 12 năm 2007 là 5530 người. Steinbach-Hallenberg nằm ở rừng Thüringen, 8 km về phía đông Schmalkalden, 13 km về phía tây bắc Suhl.